# Amtsgericht Schopfheim
Das Amtsgericht Schopfheim ist ein Gericht der ordentlichen Gerichtsbarkeit in Baden-Württemberg und eines von fünf Amtsgerichten im Bezirk des Landgerichtes Waldshut-Tiengen.

## Gerichtssitz und -bezirk
Das Amtsgericht hat seinen Sitz in Schopfheim, Hauptstr. 16. Der Gerichtsbezirk umfasst die Stadt Schopfheim sowie die Gemeinden Hasel, Hausen, Kleines Wiesental und Maulburg.

## Zuständigkeit
Das Amtsgericht Schopfheim ist erstinstanzliches Gericht in Zivil-, Betreuungs-, Vereins-, Güterrechtsregister- und Strafsachen. Für die Handelsregistersachen ist das Amtsgericht Freiburg im Breisgau zuständig.
Die Familiengerichts- und Schöffengerichtsbarkeit sind beim Amtsgericht Bad Säckingen angesiedelt.
Als Vollstreckungsgericht ist das AG Schopfheim zuständig für alle Vollstreckungsangelegenheiten, bei denen der Schuldner seinen Wohnsitz im Gerichtsbezirk hat. Die Grundstückszwangsversteigerungs-, Konkurs- und Insolvenzverfahren werden beim Amtsgericht Waldshut-Tiengen bearbeitet.

## Übergeordnete Gerichte
Dem Amtsgericht Schopfheim ist im Instanzenzug das Landgericht Waldshut-Tiengen übergeordnet. Zuständiges Oberlandesgericht ist das Oberlandesgericht Karlsruhe.